# Федеріко Фернандес
Федеріко Фернандес (ісп. Federico Fernández, нар. 21 лютого 1989, Трес-Альгарробос) — аргентинський футболіст, захисник клубу «Ельче».

## Клубна кар'єра
Вихованець футбольної школи клубу «Естудьянтес». Дорослу футбольну кар'єру розпочав 2008 року в основній команді того ж клубу, в якій провів три сезони, взявши участь у 59 матчах чемпіонату. За цей час виборов титул чемпіона Аргентини та ставав володарем Кубка Лібертадорес.
До складу клубу «Наполі» приєднався 22 грудня 2010 року за 3 млн євро, але у зв'язку з відсутністю паспорту країни Європейського Союзу, він прибув до Італії лише в липні 2011 року. Наразі встиг відіграти за неаполітанську команду 17 матчів в національному чемпіонаті.

## Виступи за збірні
2009 року залучався до складу молодіжної збірної Аргентини, разом з якою брав участь у молодіжному чемпіонаті Південної Америки. Всього на молодіжному рівні зіграв у 2 офіційних матчах.
20 квітня 2011 року дебютував в офіційних матчах у складі національної збірної Аргентини в товариській грі проти збірної Еквадору.

## Статистика виступів
Статистика станом на 8 листопада 2012 року

### Статистика клубних виступів
| Сезон                   | Команда                 | Чемпіонат               | Чемпіонат | Чемпіонат | Національний кубок | Національний кубок | Національний кубок | Континентальні кубки | Континентальні кубки | Континентальні кубки | Інші змагання | Інші змагання | Інші змагання | Усього | Усього |
| Сезон                   | Команда                 | Ліга                    | Ігор      | Голів     | Ліга               | Ігор               | Голів              | Ліга                 | Ігор                 | Голів                | Ліга          | Ігор          | Голів         | Ігор   | Голів  |
| ----------------------- | ----------------------- | ----------------------- | --------- | --------- | ------------------ | ------------------ | ------------------ | -------------------- | -------------------- | -------------------- | ------------- | ------------- | ------------- | ------ | ------ |
| 2008-09                 | «Естудьянтес»           | ПД                      | 16        | 2         | —                  | —                  | —                  | ПаК+КЛ               | 2+2                  | 0                    | —             | —             | —             | 20     | 2      |
| 2009-10                 | «Естудьянтес»           | ПД                      | 12        | 1         | —                  | —                  | —                  | КЛ                   | 4                    | 0                    | КЧС           | 0             | 0             | 16     | 1      |
| 2010-11                 | «Естудьянтес»           | ПД                      | 31        | 1         | —                  | —                  | —                  | ПаК+КЛ               | 2+8                  | 1+1                  | РПА           | 2             | 0             | 43     | 3      |
| Усього за «Естудьянтес» | Усього за «Естудьянтес» | Усього за «Естудьянтес» | 59        | 4         |                    |                    |                    |                      | 18                   | 2                    |               | 2             | 0             | 79     | 6      |
| 2011-12                 | «Наполі»                | A                       | 16        | 0         | КІ                 | 1                  | 0                  | ЛЧ                   | 2                    | 2                    | —             | —             | —             | 19     | 2      |
| 2012-13                 | «Наполі»                | A                       | 1         | 0         | КІ                 | —                  | —                  | ЛЄ                   | 3                    | 0                    | СІ            | 1             | 0             | 5      | 0      |
| Усього за «Наполі»      | Усього за «Наполі»      | Усього за «Наполі»      | 17        | 0         |                    | 1                  | 0                  |                      | 5                    | 2                    |               | 1             | 0             | 24     | 2      |
| Усього за кар'єру       | Усього за кар'єру       | Усього за кар'єру       | 76        | 4         |                    | 1                  | 0                  |                      | 23                   | 4                    |               | 3             | 0             | 103    | 8      |

### Статистика виступів за збірну
| Дата       | Місто              | Господарі | Результат | Гості     | Турнір            | Голи | Примітки |
| ---------- | ------------------ | --------- | --------- | --------- | ----------------- | ---- | -------- |
| 20/04/2011 | Мар-дель-Плата     | Аргентина | 2 – 2     | Еквадор   | товариський матч  | -    |          |
| 25/05/2011 | Ресістенсія        | Аргентина | 4 – 2     | Парагвай  | товариський матч  | 1    |          |
| 02/09/2011 | Колката            | Венесуела | 0 – 1     | Аргентина | товариський матч  | -    |          |
| 06/09/2011 | Дакка              | Аргентина | 3 – 1     | Нігерія   | товариський матч  | -    |          |
| 15/11/2011 | Барранкілья        | Колумбія  | 1 – 2     | Аргентина | Відбір до ЧС 2014 | -    |          |
| 29/02/2012 | Берн               | Швейцарія | 1 – 3     | Аргентина | товариський матч  | -    |          |
| 02/06/2012 | Буенос-Айрес       | Аргентина | 4 – 0     | Еквадор   | Відбір до ЧС 2014 | -    |          |
| 09/06/2012 | Іст-Резерфорд      | Аргентина | 4 – 3     | Бразилія  | товариський матч  | 1    |          |
| 15/08/2012 | Франкфурт-на-Майні | Німеччина | 1 – 3     | Аргентина | товариський матч  | -    |          |
| 07/09/2012 | Кордова            | Аргентина | 3 – 1     | Парагвай  | Відбір до ЧС 2014 | -    |          |
| 11/09/2012 | Ліма               | Перу      | 1 – 1     | Аргентина | Відбір до ЧС 2014 | -    |          |
| 12/10/2012 | Мендоса            | Аргентина | 3 – 0     | Уругвай   | Відбір до ЧС 2014 | -    |          |
| 16/10/2012 | Сантьяго           | Чилі      | 1 – 2     | Аргентина | Відбір до ЧС 2014 | -    |          |
| Усього     |                    | Матчів    | 13        |           | Голів             | 2    |          |

## Досягнення
- Чемпіон Аргентини:

«Естудьянтес»: Апертура 2010
- Володар Кубка Італії:

«Наполі»: 2011-12, 2013-14
- Володар Кубка Лібертадорес:

«Естудьянтес»: 2009
- Чемпіон Катару:

«Ад-Духаїль»: 2022-23
- Володар Кубка наслідного принца Катару:

«Ад-Духаїль»: 2023
- Володар Кубка зірок Катару:

«Ад-Духаїль»: 2022-23
- Володар Кубка Аргентини:

«Естудьянтес»: 2023
Збірні
- Віце-чемпіон світу: 2014